# Иноземцев, Владислав Леонидович
Владисла́в Леони́дович Инозе́мцев (род. 10 октября 1968, Горький, РСФСР, СССР) — российский экономист, социолог и политический деятель. Доктор экономических наук (1999).
Автор более 300 печатных работ, опубликованных в России, Франции, Великобритании и США, в том числе 15 монографий (одна в соавторстве с Дэниелом Беллом), четыре из которых переведены на английский, французский, японский и китайский языки. Член научного совета Российского совета по международным делам (2011— по настоящее время), председатель Высшего совета партии «Гражданская сила» (2012—2014 годах). Лауреат публицистической премии «ПолитПросвет».

## Биография
Вырос в семье преподавателей немецкого языка.
В 1984 году окончил среднюю школу в Горках (Белоруссия) и в том же году поступил на экономический факультет Московского государственного университета имени М. В. Ломоносова. В 1989 году с отличием окончил экономический факультет МГУ и продолжил обучение в аспирантуре того же факультета. В 1989—1990 годах — председатель Научного студенческого общества Московского университета.
В 1991 году назначен консультантом отдела истории и теории социализма теоретического журнала ЦК КПСС «Коммунист». В 1991—1992 годах — эксперт по экономическим проблемам парламентской фракции партии «Свободная Россия» в Верховном Совете России.
В 1992—1993 годах — специалист, затем главный специалист акционерного общества «Межбанковский финансовый дом» (Москва), в 1993 году — заместитель управляющего филиалом коммерческого банка «Кредит-Москва». С 1993 года — вице-президент, с 1995 года — первый заместитель председателя правления, с 1999 года по 2003 год — председатель правления коммерческого банка «Московско-Парижский банк» (Москва).
В 1994 году защитил на экономическом факультете МГУ имени М. В. Ломоносова диссертацию на соискание учёной степени кандидата экономических наук на тему: «Экспансия творческой деятельности как фактор кризиса стоимостных отношений».
В 1999 году защитил диссертацию на соискание учёной степени доктора экономических наук на тему «Концепция постэкономического общества: теоретические и практические аспекты» в Институте мировой экономики и международных отношений РАН. Специальности 08.00.01 — политическая экономия, 22.00.03 — экономическая социология.
Иноземцев основал и является научным руководителем с 1996 года автономной некоммерческой организации «Центр исследований постиндустриального общества» (Москва).
С 1999 года — заместитель главного редактора, с августа 2003 года по 2012 год — главный редактор журнала «Свободная мысль».
С 2002 года по начало 2006 года был председателем научно-консультационного совета журнала «Россия в глобальной политике».
С 2011 года — член научного совета Российского совета по международным делам.
В 2012 году статья Иноземцева «Власть от Бога, Бог — от власти», а также статьи других авторов в выпуске газеты «Радикальная политика. Газета антиимперского комитета России» № 2 (60) за сентябрь 2011 года были включены в Федеральный список экстремистских материалов решением Центрального районного суда города Омска. Позднее это судебное решение было отменено, дело было направлено на новое рассмотрение.
С 2009 года у Иноземцева начинаются сложности с возвратом кредитов: в Одинцовский городской суд кредиторы подают многочисленные иски к Иноземцеву о взыскании сумм по договору займа, в том числе Михаил Делягин, ОАО «Московско-Парижский банк», АКБ «НРБанк» и множество других. Общая сумма долгов Иноземцева составляет более 686 млн руб. — более 10 млн долларов. Одинцовский городской суд удовлетворил все иски к Иноземцеву, и Федеральная служба судебных приставов начала поиск имущества должника.
12 октября 2016 года Арбитражный суд Московской области признал Иноземцева банкротом за невозврат долга в размере 598,6 млн руб..

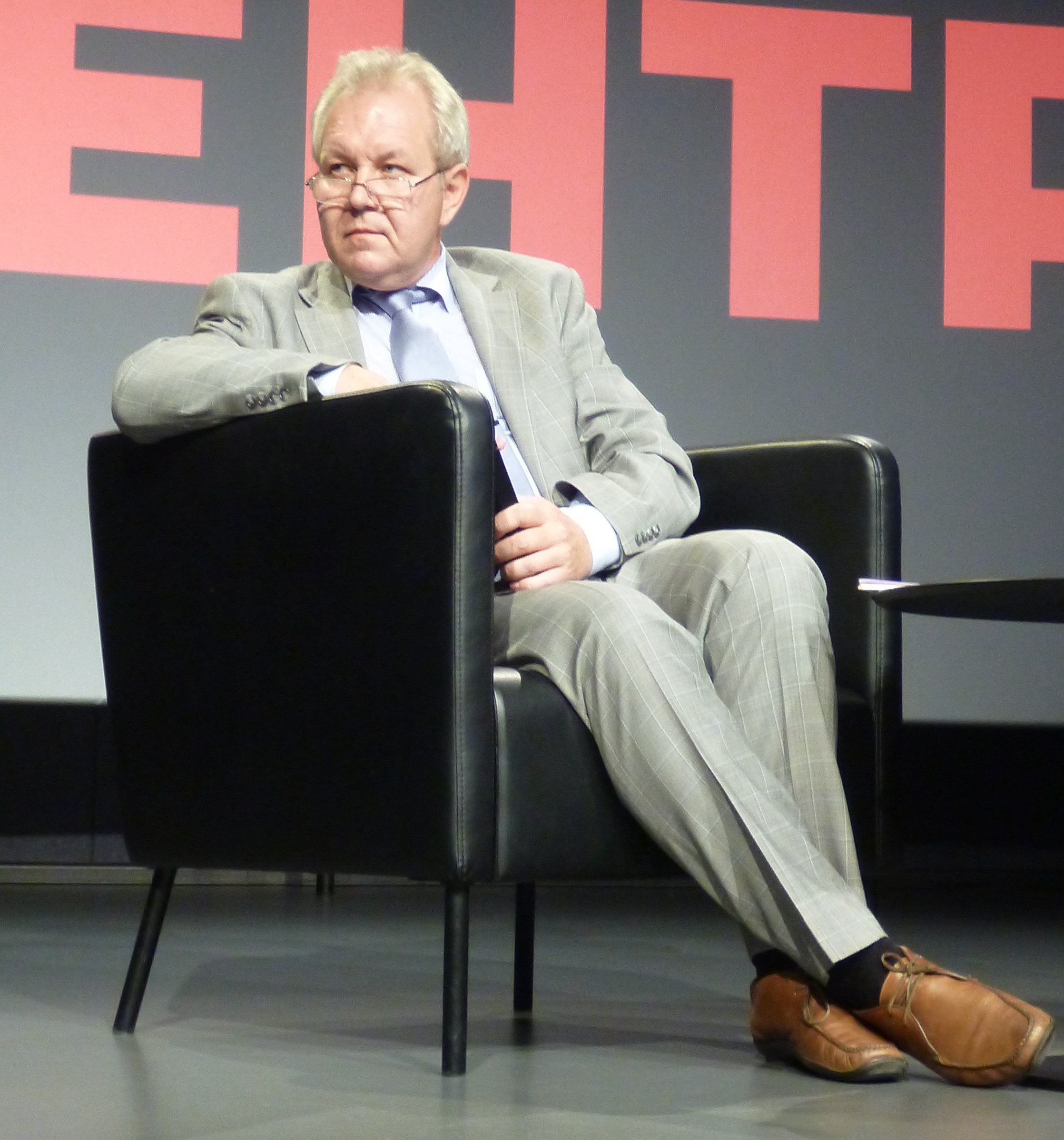
Владислав Иноземцев в 2021 году в Ельцин-центре

В сентябре 2016 года в отношении Иноземцева была начата доследственная проверка: на него написали заявление в полицию его деловые партнёры из Армавира, которые утверждают, что Иноземцев вместе с группой товарищей вывел из подконтрольной ему же столичной фирмы АО «ТЕМЕХ-1» и похитил 60 млн рублей; заявители также просят Центробанк проверить АО «Московско-Парижский банк», который имел отношение к этой истории.

## Политическая деятельность
В марте 2006 года Иноземцев встречался с молдавским президентом, коммунистом Владимиром Ворониным для взятия интервью.
В марте 2008 года совместно с Делягиным принимал участие в VI съезде ПКРМ. Иноземцев подчеркнул, что «молдавские коммунисты хорошо понимают реалии своей страны, успешно решают четкие и конкретные задачи… безусловно, те достижения, которые произошли в Молдове за последние семь лет, достойны искреннего восхищения». На съезде обсуждалась и была принята новая партийная программа, в обсуждении принимал участие Иноземцев. В том же году опубликовал статью «Комментарий к Программе ПКРМ»
В июне 2011 года выступил на съезде партии «Правое дело» и предложил «поставить в центр предвыборной кампании темы, которые никто больше не посмеет поднять и позволят консолидировать целевую аудиторию». Иноземцев предложил четыре темы[прояснить], которые, по его мнению, могут стать основными, хотя список не следует считать закрытым.
15 сентября 2011 года Иноземцев на съезде партии «Правое дело» был избран в Федеральный политический совет партии, а на последующем заседании съезда, 20 сентября, вошёл в состав федеральной части избирательного списка партии на выборах в Государственную Думу ФС РФ VI созыва. В феврале 2012 года вышел из партии после того, как «Правое дело» поддержало кандидатуру Владимира Путина на президентских выборах.
В апреле 2012 года принял участие в «гражданских праймериз», предварительных выборах по выдвижению единого гражданского кандидата в мэры города Омск, по результатам которых уступил Илье Варламову. Тем не менее подал документы на регистрацию кандидатом. Омский горизбирком отказал Иноземцеву в регистрации.
В 2012—2014 годах являлся председателем Высшего совета партии «Гражданская сила».
В январе 2015 года в статье «Европейский дом России» высказался о том, что надо сделать для того, чтобы санкции, введённые США и ЕС против российских частных лиц и компаний, стали эффективным инструментом противодействия амбициям Владимира Путина.
В 2021 году выступил за бойкот выборов в Государственную Думу России.
Постоянный участник и спикер Форума свободной России.
В январе 2023 года выступал на 5-м Форуме свободных народов пост-России в Брюсселе, где оппонировал другим участникам: «Все тут говорят: геноцид, геноцид, геноцид [в России]. Идите на центральный вокзал к музею Магритта и посмотрите на отрубленные руки детей в Конго. Это было сделано бельгийцами. Это прекрасное европейское культуртрегерство? Нифига! Это было и у немцев в Африке, а уж с тем, сколько истребили испанцы в Латинской америке, никакая Чукотка рядом не стояла».
В феврале 2023 года Иноземцев подписал коллективное письмо в адрес Урсулы фон дер Ляйени Жозепа Бореля с призывом снять европейские санкции с совладельцев «Альфа-групп» Михаила Фридмана, Петра Авена, Алексея Кузьмичева и Германа Хана.
26 мая 2023 года Министерством юстиции России внесён в список физических лиц — «иностранных агентов».
В мае 2024 года вместе с Дмитрием Некрасовым и Д. Гудковым основал «Европейский центр анализа и стратегий» (CASE), который выпускал доклады об устойчивости российской экономики.

## Взгляды
Характеризовался как «последовательный сторонник либеральной демократии, убежденный атеист». Имеет репутацию российского либерала, который считает, что, несмотря на «испытания» и «беспрецедентную жестокость» советского периода, это было единственное время в истории России, когда страна стала «центром цивилизации глобального значения».
В июне 2019 года в своём личном блоге на сайте радиостанции «Эхо Москвы» высказался в поддержку предоставления независимости ОРДЛО:
В последнее время можно слышать о том, как было бы хорошо для России и для Украины «разменять» Донбасс на Крым: чтобы в Киеве согласились с российским статусом Крыма, а в Москве – с украинским суверенитетом над Донбассом. Подобный вариант развития событий не кажется мне вероятным – по целому ряду причин. Однако куда более предпочтительным – и исторически правильным – видится мне иной вариант: независимое существование восточноукраинских территорий. Такая опция, на мой взгляд, не только верно отражала бы их исторические судьбы, но и серьёзным образом исправила сознание как российского, так и украинского народа, дав региону возможность в отдалённом будущем превратиться из «яблока раздора» в своего рода звено, прочно соединяющее два действительно братских – и заслуживающих равного уважения – великих народа.
В марте 2020 года подписал обращение учёных, писателей и журналистов к гражданам России, выступив против принятия поправок к Конституции РФ, предложенных президентом Владимиром Путиным.

### Критика современной экономической политики в России
В части оценки качества национальных проектов в статье на сайте РБК от 24 июня 2019 высказал мнение, что: «Российские национальные проекты не содержат четких целей, способных радикально обновить страну, зато бюрократия получила до 2024 года свободу манёвра, которую вряд ли можно было обеспечить в рамках обычной бюджетной политики».

## Научные работы
Автор более 300 печатных работ, опубликованных в России, Франции, Великобритании и США, в том числе 15 монографий, четыре из которых переведены на английский, французский, японский и китайский языки.
Наиболее значительные из научных работ:
- Этапы развития взглядов основоположников марксизма на заработную плату. / Материалы XXIV Всесоюзной научной студенческой конференции: Серия «Экономика», Новосибирск: Издательство Новосибирского государственного университета, 1986, С. 10—14.
- К теории постэкономической общественной формации / Владислав Л. Иноземцев. — М.: Таурус, 1995. — 330, [2] с. ISBN 5-88987-010-6
  - пер. на фр. язык — Contribution à la théorie de la formation post-économique de la société: Textes de 1986—1991 / Vladislav Inozemtsev; Préf. et trad. en fr. par Alexeï Antipov. — Paris: Ed. du Mécène, 1996. — 295 с. — (La Nouvelle pensée économique russe). ISBN 2-907970-26-7
- Очерки истории экономической общественной формации = Contribution to the history of economic formation of society = Recherches sur la histoire de la formation economioue de la societe / Владислав Л. Иноземцев. — М.: Таурус Альфа, 1996. — 397, [2] с. ISBN 5-88987-040-8
- За пределами экономического общества: Постиндустр. теории и постэкон. тенденции в соврем. мире / В. Л. Иноземцев. — М.: Academia : Наука, 1998. — 639 с. ISBN 5-87444-066-6
  - пер. на англ. язык — Inozemtsev V.L. The Constitution of the Post-Economic State. Post-Industrial Theories and Post-Economic Trends in the Contemporary World. Aldershot — London: Ashgate Publishers, 1998. 454 p.
- За десять лет: К концепции постэкономического общества / В. Л. Иноземцев. — М.: Academia, 1998. — 528 с. ISBN 5-87444-077-1
- Расколотая цивилизация: Наличествующие предпосылки и возможные последствия постэкономической революции / В. Л. Иноземцев. — М.: Academia: Наука, 1999. — 703 с.
  - пер. на англ. язык — Inozemtsev V.L. One World Divided. Existing Causes and Possible Results of the Coming Post-Economic Revolution. London, Wisdom House, 2001. 482 p.
- Современное постиндустриальное общество: природа, противоречия, перспективы : Учеб. пособие для студентов экон. направлений и специальностей / В. Л. Иноземцев. — М.: Логос, 2000. — 302, [1] с. ISBN 5-94010-003-1
- Пределы «догоняющего» развития / В. Л. Иноземцев. — М.: Экономика, 2000. — 294, [1] с. — (Экономические проблемы на рубеже веков). ISBN 5-282-02047-5
  - пер. на фр. язык — Inozemtsev V. L. Les leurres de l’économie de rattrapage. Le fracture post-industrielle, Paris: L’Harmattan, 2001
  - пер. на англ. язык — Inozemtsev V. L. Catching-Up? The Limits of Rapid Economic Development, New Brunswick (NJ), London: Transaction Publishers, 2002.
- Иноземцев В. Л. Неизбежность монополюсной цивилизации // Мегатренды мирового развития. — М.: Экономика, 2001. — С. 29—60 — ISBN 5-282-02106-4.
- Иноземцев В. Л., Кузнецова Е. С. Возвращение Европы. Штрихи к портрету Старого Света в новом столетии. — М.: Интердиалект+, 2002.
- Книгочей: библиотека современной обществоведческой литературы в рецензиях / В. Л. Иноземцев. — М.: Ладомир, 2005. — 435 с. ISBN 5-86218-465-1
- Белл Д., Иноземцев В. Л. Эпоха разобщенности: размышления о мире XXI века / Даниел Белл, Владислав Иноземцев. — Москва: Свободная мысль : Центр исслед. постиндустриального о-ва, 2007. — 303 с. ISBN 978-5-903844-01-2
- Иноземцев В. Л., Кричевский Н. А. Экономика здравого смысла / Никита Кричевский, Владислав Иноземцев. — М.: Эксмо, 2009. — 221, [2] с. — (Кризис). ISBN 978-5-699-34080-4
- Иноземцев В. Л. Конец истории // Новая философская энциклопедия / Ин-т философии РАН; Нац. обществ.-науч. фонд; Предс. научно-ред. совета В. С. Стёпин, заместители предс.: А. А. Гусейнов, Г. Ю. Семигин, уч. секр. А. П. Огурцов. — 2-е изд., испр. и допол. — М.: Мысль, 2010. — ISBN 978-5-244-01115-9.
- Vladislav Inozemtsev and Piotr Dutkiewicz. Democracy versus Modernization. A Dilemma for Russia and for the World, London, New York: Routledge, 2013
- Зубов В. М., Иноземцев В. Л. Сибирский вызов. — Москва: Перо, 2013
- Иноземцев В. Л. Потерянное десятилетие. — Москва: Московская школа политических исследований, 2013

## Публицистика
- Иноземцев В. Л. Как санкции ударят по России. — М.: Алгоритм, 2014. — ISBN 978-5-4438-0937-3 — 256 с.
- Иноземцев В. Л. Что случилось с Россией. — М.: Алгоритм, 2014. — ISBN 978-5-4438-0937-3 — 256 с.
- Иноземцев В. Л. Несовременная страна. Россия в мире XXI века. — М.: Альпина Паблишер, 2019. — ISBN 978-5-9614-7136-6 — 404 с.
- Абалов А., Иноземцев В. Л. Бесконечная империя. Россия в поисках себя. — М.: Альпина Паблишер, 2020
- Иноземцев В. Л. Экономика без догм. Как США создают новый экономический порядок.. — М.: Альпина Паблишер, 2021. — 266 с. — ISBN 978-5-9614-5976-0.

## Интервью
- «Те, кто хотел бы развалить режим, на очень высоких постах. Но у них нет мотивации» — 29.12.2012
- «Россия загоняет себя в ловушку» — 19.02.2013
- «Система развалится сама, когда грабить уже будет нечего» — 21.01.2016
- «Немцы всегда хотели быть крупным распределителем газа» — 09.01.2021
- Владислав Иноземцев и Лев Шлосберг: «Экономика диктует политике» / Люди мира // ГражданинЪ TV. 13 декабря 2022.
- Владислав Иноземцев и Лев Шлосберг: «Новый миропорядок: место России» / Люди мира // ГражданинЪ TV. 22 ноября 2023.